# Bàsquet Manresa
Club Bàsquet Manresa is een Spaanse basketbalclub uit Manresa die werd opgericht in 1931.

## Geschiedenis
In 1931 werd de club opgericht als Manresa Bàsquetbol Club, drie jaar later fuseerde de club met Club Bàsquet Bages en werd Unió Manresana de Bàsquet. In 1940 ging de club een samenwerking aan met de voetbalclub CE Manresa. In 1968 maakte de club zijn debuut in de hoogste klasse maar moet aan het einde van het seizoen alweer degraderen. Na in 1970 opnieuw promotie af te dwingen speelde de club veertien seizoenen lang in de hoogste klasse. Na een seizoen in de tweede klasse promoveerde de club in 1985 weer naar het hoogste niveau.
De club won zijn eerste landstitel in 1998 nadat ze in 1996 al hun eerste beker hadden gewonnen. Twee seizoenen na hun landstitel degradeerde de club weer. Na twee seizoenen in de tweede klasse wist de club in 2002 weer te promoveren. Na amper vier seizoen keerde de club terug naar de tweede klasse. Ditmaal om na een seizoen terug te keren naar de Liga ACB. Tussen 2007 en 2017 speelde de club in de eerste klasse in Spanje, steeds bij de laatste clubs in de competitie. Het seizoen 2017/18 speelde de club opnieuw in de tweede klasse maar promoveerde meteen weer naar het hoogste niveau.

## Erelijst
- Spaans landskampioen: 1998
- Copa del Rey de Baloncesto: 1996
  - Tweede: 1980
- Lliga Catalana de Bàsquet: 1997, 1999, 2021
  - Tweede: 1996, 1998, 2000, 2016, 2024
- Lliga Catalana LEB: 2000, 2001, 2006
- Trofeu General Orgaz-Copa Ciutat de Barcelona: 1940

## Bekende (oud)-spelers
| - Serge Ibaka - Retin Obasohan - Jonathan Tabu - Ismaël Bako - Archange Izaw Bolavie - Lazar Mutic | - Rasmus Larsen - Gustav Knudsen - Matthias Tass - Amida Brimah - George Gervin - Rodney White |